# 安圭索拉宫

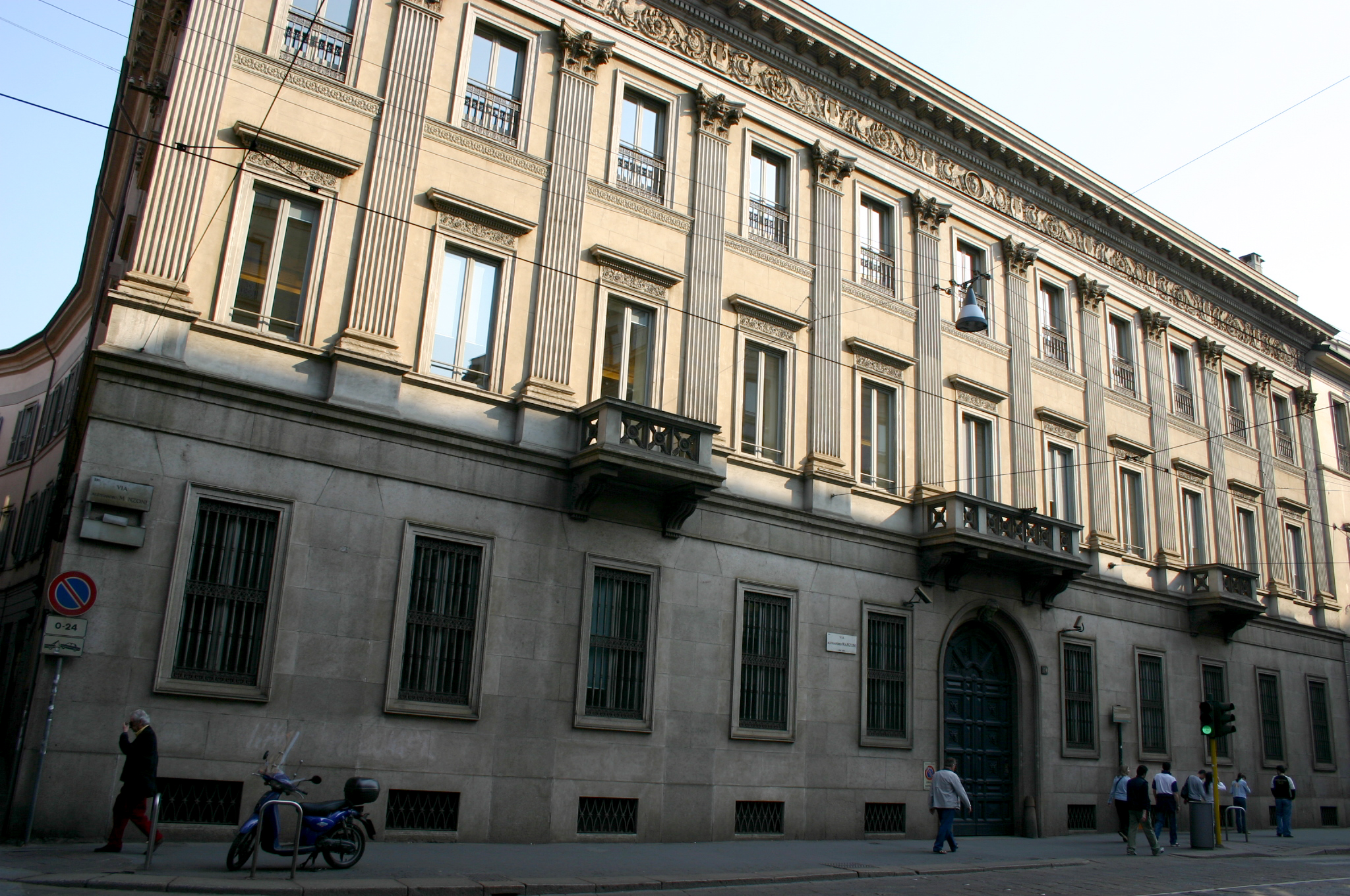
安圭索拉宫

安圭索拉宫（Palazzo Anguissola）是意大利北部城市米兰的一座宫殿，位于市中心曼佐尼街10 号。 1778 年开始施工，1829 年增建了由路易吉·卡诺尼卡设计的新古典主义立面。 
该建筑建于 1775 年至 1778 年之间，由来自卢加诺的卡洛·费利斯·索夫监督建造，特别关注内部花园。这座建筑很快易手，1829 年，路易吉·卡诺尼卡对外观进行重新设计，保持至今。比大多数米兰新古典主义建筑更华丽的是，其立面由科林斯式壁柱组成，音乐浮雕明显受到附近斯卡拉大剧院的启发。而一楼使用光滑的花岗岩块。 
今天，这座建筑与毗邻的布伦塔尼宫构成斯卡拉广场画廊。 